# Köztestület
A köztestület önkormányzattal és nyilvántartott tagsággal rendelkező szervezet, amelynek létrehozását jogszabály rendeli el. A köztestület a tagságához, illetőleg a tagsága által végzett tevékenységhez kapcsolódó közfeladatot lát el. A köztestület jogi személy.

## Története Magyarországon
A köztestület fogalmát a Polgári törvénykönyvbe az 1993. évi módosítása vezette be. 
„Az 1993. évi XCII. törvény három új szervezettípust épített be a Ptk.-ba. A közalapítvány, a köztestület és a közhasznú társaság alapításának és működésének jogi alapjait lerakva tiszta helyzetet teremtett a tekintetben, hogy a kiemelt fontosságú közfeladatnak ítélt tevékenységet folytató szervezetek jogilag is elkülönült formában jelenjenek meg, a civil kezdeményezésű szervezetekhez képest. Ettől az időponttól a szabályozásban is megfigyelhető az a határvonal, amely ezen szervezeteket pozitívan diszkriminálja a civil szféra más, spontán szerveződő és közfeladat ellátására nem vállalkozó résztvevőihez képest.”
A 2014. március 15-ig hatályos Polgári törvénykönyv úgy rendelkezett, hogy a köztestületre – ha törvény eltérően nem rendelkezik – az egyesületre vonatkozó szabályokat kell megfelelően alkalmazni. Törvény meghatározhat olyan közfeladatot, amelyet a köztestület köteles ellátni. A köztestület a közfeladat ellátásához szükséges – törvényben meghatározott – jogosítványokkal rendelkezik, ezeket önigazgatása útján érvényesíti. Törvény előírhatja, hogy valamely közfeladatot kizárólag köztestület láthat el, illetve, hogy meghatározott tevékenység csak köztestület tagjaként folytatható. Végül a Polgári törvénykönyv kimondta, hogy a köztestület által ellátott közfeladatokkal kapcsolatos adatok közérdekű adatoknak minősülnek.

## A hatályos magyar szabályozás
A 2014. március 15-én hatályba lépett új Ptk. már nem tartalmazza a jogi személyek között a köztestületet mint a jogi személyek sajátos típusát.
A köztestületek szabályozása a Ptk.-ból átkerült az államháztartásról szóló 1992. évi XXXVIII. törvény és egyes kapcsolódó törvények módosításáról szóló – már csak részben hatályos – 2006. évi LXV. törvénybe, a közalapítványokra vonatkozó szabályozás mellé. E törvény indoklása ennek okaként kifejti, hogy az új Ptk. jogi személyekre vonatkozó szabályozása a korábbi Ptk. szabályrendszerétől koncepcionálisan eltér, másrészről a köztestület közjogi személynek minősül, ezért magánjogi kódexben való elhelyezése nem indokolt.
A köztestület szabályozása ettől fogva az államháztartásról szóló jogszabályokba építve jelenik meg. A módosított 2006. évi LXV. törvény 8/A. §-a háttérszabályként változatlanul a Ptk. egyesületekre vonatkozó előírásait jelöli meg. Ezt indokolja, hogy a köztestületeket – közjogi jellemzőiket hangsúlyozva – el kell különíteni az egyéb önkéntes alapon szerveződő magánjogi jogi személyektől.

## Példák köztestületekre
- a Magyar Tudományos Akadémia (1994. évi XL. törvény),
- a Magyar Művészeti Akadémia (2011. évi CIX. törvény)
- a gazdasági, illetve a szakmai kamarák, pl. Magyar Mérnöki Kamara,
- a hegyközség (2012. évi CCXIX. törvény)
- a Magyar Olimpiai Bizottság
- a Magyar Rendvédelmi Kar